# Kaple svatého Jana Nepomuckého (Ležnice)
Kaple svatého Jana Nepomuckého je drobná barokní stavba v malé vesnici Ležnice, základní sídelní jednotce města Horní Slavkov, v okrese Sokolov, v Karlovarském kraji. Nachází se v mírně svažitém terénu na návsi uprostřed vesnice.
Od roku 2003 je kaple chráněna jako kulturní památka.

## Historie
Kapli nechal postavit roku 1743 místní rolník Georg Trum. V druhé polovině 19. století došlo při stavebních úpravách v novorománském stylu k výrazné proměně její podoby. Přibyly zejména dekorativní prvky a svůj výraz zcela změnila barokní vížka.
Po druhé světové válce došlo k vysídlení německého obyvatelstva a u Ležnice od roku 1946 probíhal geologický průzkum pro budoucí těžbu uranu. Následně byla v Ležnici byla vyhloubena uranová jáma a v roce 1950 vybudován uranový pracovní tábor Ležnice. Od 50. let 20. století kaple chátrala a udržovali ji především původní Němci.
Pravidelně v květnu se konala bohoslužba na uctění svatého Jana Nepomuckého. Po ní následovala v místních hostincích lidová veselice spojená s hudbou a tancem. Na tuto tradici navázaly po roce 2000 Ležnické dožínky, které zahajuje dopolední mše u kaple.
K opravám kaple došlo v roce 1996. K další opravě došlo v roce 2001 nákladem přibližně 300 tis. Kč z daru manželů Žemličkových a v roce 2002 provedlo město Horní Slavkov odvedení povrchových vod a dlažbu ke kapli.

## Stavební podoba
Architektonicky jednoduchá kaple byla postavena na osmiúhelníkovém, respektive obdélném půdorysu s okosenými rohy s bosáží na nárožích. Kaple má břidlicí krytou klasickou barokní sanktusovou vížku s křížkem na vrcholu. Vstupní průčelí je završeno trojúhelným štítem, kde je v kruhovém vlysu uveden letopočet 1743. V bočních stěnách jsou půlkruhově zakončená okna lemovaná paspartami se štukovými profily.
V kapli stávalo pět barokních soch z konce 18. století. Oltářní antependium zdobila diletantská malba z počátku 19. století. Zobrazovala v baroku časté ikonografické ztvárnění smrti svatého Jana Nepomuckého, shozeného do vod Vltavy.